# Adolf Wilhelm
Adolf Wilhelm (Tetschen, Empire d'Autriche (aujourd'hui Děčín, République tchèque)) 10 septembre 1864-Vienne, 10 août 1950) est un philologue autrichien, fondateur de l'épigraphie moderne.

## Biographie
Il étudie en Autriche-Hongrie et vit en Grèce de 1894 à 1905. Secrétaire de l'Institut archéologique autrichien (1898), il explore pour l'Académie autrichienne des sciences, l'Eubée et visite les côtes de l'Asie Mineure méridionale, particulièrement la Cilicie (1891-1892, 1914 et 1926). Il recueille lors de ses expéditions de nombreuses inscriptions et devient spécialiste des inscriptions de l'Attique.
Il publie régulièrement de nombreux articles sur le sujet dans les Archeologisch-epigraphische Mitteilungen aus Österreich-Ungarn et dans les Anzeigen de Göttingen de 1895 à 1900 et écrit des mémoires annuels dans les Jahreshefte de l'Académie de Vienne.
Professeur à l'Université de Vienne jusqu'en 1933, ami de Maurice Holleaux, il publie aussi dans le Bulletin de correspondance hellénique.

## Travaux
- Reisen in Kilikien, avec R. Heberdey, 1896
- Urkunden dramatischer Aufführungen in Athen, 1906
- Beiträge zur griechieschen Inschriftenhriftenkunde, 1909
- Die lokrische Mädcheninschrift, 1911
- Urkunden aus Messene, 1914
- Attische Urkunden, 1943
- Neue Beiträge zur griechieschen Inschriftenhriftenkunde, 1943
- Griechische Inschriften rechtlichen Inhalts, 1951
- Akademieschriften zur griechischen Inschriftenkunde, I (1895-1951), II (1895-1937), III (1939-1951)